# Aunis

wapenschild van Aunis

Aunis was tot aan de Franse Revolutie een van de provincies van Frankrijk, een van de kleinere zelfstandige gebieden, gelegen aan de Atlantische kust tegenover het Île de Ré. Aunis grensde aan de Golf van Biskaje in het westen en aan de provinciën Poitou in het noorden, Berry en Saintonge in het zuiden. 
In 1790 werd de provincie opgeheven en samen met de provincie Saintonge opgenomen in het departement Charente-Maritime. De hoofdstad was Châtelaillon, dat betekent "kasteel van Aunis of Alunitium" (Latijn). Tegenwoordig heet de plaats Châtelaillon-Plage, een stadje van vijfduizend inwoners. Grotere steden in Aunis zijn La Rochelle en Surgères.

Verdeling van de Aunis over huidige departementen.

## Toponiemen
De naam Aunis wordt nog verwezen in de naam van enkele (voormalige) gemeenten en plaatsen in de streek:
Aigrefeuille-d'Aunis,
Ciré-d'Aunis,
Nuaillé-d'Aunis,
Saint-Médard-d'Aunis,
Saint-Ouen-d'Aunis en
Saint-Sauveur-d'Aunis.